# Zaldapa
Zaldapa (em grego: Ζάλδαπα; romaniz.: Záldapa), citada como Saldapa por Teofilacto Simocata, Zeldepa por Hiérocles e Zaldaba/Zaldava por João de Antioquia, foi uma cidade-fortaleza romana tardia e bizantina precoce da Cítia Menor/Mésia Inferior, localizada próximo a moderna vila de Abrito, na Bulgária. De Zaldapa saíam rotas que conectaram-a com outras importantes localidades da região como Durostoro, Escopi, Troféu Trajano e Tômis. Ela era a cidade natal de Vitaliano, um importante general que rebelou-se contra o imperador bizantino Anastácio I Dicoro (r. 491–518).
Em 586, foi tomada e destruída por tropas esclavenas e ávaras e no ano seguinte, parte destas forças invasoras foram derrotadas pelo general Casto próximo a cidade. Em 593, as tropas bizantinas novamente confrontaram-se com os eslavos, que traziam consigo carroças cheias de butim de algumas cidades que eles atacaram, dentre elas Zaldapa. Pelo mesmo ano o general Pedro, irmão do imperador Maurício (r. 582–602), em seu caminho para Nova, atravessou Zaldapa.